# Lake Nipigon Provincial Park
Lake Nipigon Provincial Park är en park i Kanada.   Den ligger i provinsen Ontario, i den sydöstra delen av landet, 1 000 km väster om huvudstaden Ottawa. Lake Nipigon Provincial Park ligger 303 meter över havet.
Terrängen runt Lake Nipigon Provincial Park är huvudsakligen platt, men söderut är den kuperad. Trakten runt Lake Nipigon Provincial Park är nära nog obefolkad, med mindre än två invånare per kvadratkilometer.. 
I omgivningarna runt Lake Nipigon Provincial Park växer i huvudsak blandskog.